# Hubert Le Gall
Pour les articles homonymes, voir Le Gall.
Hubert Le Gall, né le 20 février 1961 à Lyon, est un designeur français, créateur et sculpteur d'art contemporain.

## Biographie
Après des études économiques et financières, Hubert Le Gall prend rapidement le tournant de l'art, en commençant par la peinture. 
Artiste contemporain, il réalise des meubles poétiques et fonctionnels, et manie le bronze. Après une époque végétale il explore aujourd'hui le bestiaire poétique.
S’inspirant de certaines formes décoratives du passé, Hubert Le Gall réalise des meubles poétiques et fonctionnels (fauteuil Pot de fleurs, commode Goutte d’herbe…). Il associe des idées insolites jouant sur les formes, la lumière, et les couleurs. Bien qu’il travaille diverses matières (bois, verre, résine, céramique…), le bronze reste son matériau de prédilection.
Il occupe un atelier parisien, niché dans une verdoyante cité d'artiste à Montmartre et qui fut autrefois celui du peintre Bonnard. 
Les pièces d’Hubert le Gall décorent des restaurants tendance, des salons de particuliers et la salle à manger du maire de Paris. Depuis 1996, il est exposé à la galerie Avant-Scène. En 2001-2002 son travail a été montré par la galerie Magenta à Milan. Depuis 2002, ses œuvres sont présentées par la galerie Artcurial. De nombreuses pièces ont été achetées pour les collections de musées (musée des Beaux Arts de Montréal au Canada, musée des Arts Décoratifs de Lille Roubaix).
Depuis 2000 Hubert Le Gall s'occupe aussi de créer des scénographies d'expositions, comme celle de « Mélancolie » au Grand Palais à Paris ou l'exposition consacrée à Fragonard au musée Jacquemart-André.
En 2020, il conçoit un reliquaire destiné à révéler le voile de la Vierge exposé à la cathédrale de Chartres.
Pendant une partie de l'année 2021 est installée à la villa Kérylos une trentaine de ses créations inspirées des lieux.

## Expositions
- Du 24 mai au 19 octobre 2014  - Musée Mandet - Riom Communauté - « Exposition Hubert Le Gall. Design en liberté »

## Scénographies
- 2014 – Musée Jacquemard-André – Paris – Exposition « De Watteau à Fragonard. Les fêtes galantes »
- 2013 – Musée Jacquemard-André – Paris – Exposition « Désirs & Volupté à l’époque victorienne »
- 2013 – Musée de l’Orangerie, Paris – Exposition « Frida Khalo / Diego Rivera »
- 2013 – Musée Jacquemart-André – Paris – Exposition « Eugène Boudin »
- 2013 – Musée d'Orsay, Paris – Exposition « L'Ange du bizarre. Le romantisme noir de Goya à Max Ernst »[4]
- 2013 – Musée d’Orsay, Paris – Exposition « Masculin / Masculin »
- 2012 – Musée Jacquemart-André – Paris – Exposition « Canaletto-Guardi, les deux maîtres de Venise »
- 2012 – Musée Jacquemart-André – Paris – Exposition « Le Crépuscule des Pharaons, les chefs-d’œuvre des dernières dynasties égyptiennes »
- 2011 – Musée Jacquemart-André – Paris – Exposition « Fra Angelico et les Maîtres de la lumière »
- 2011 – Musée Jacquemart-André – Paris – Exposition « Dans l’intimité des frères Caillebotte, Peintre et Photographe »
- 2011 – Galeries nationales du Grand Palais – Paris – Exposition «Odilon Redon, Prince du Rêve »
- 2011 – Galeries nationales du Grand Palais – Paris – Exposition « Aimé Césaire, Lam, Picasso »
- 2010 – Galeries nationales du Grand Palais – Paris – Exposition « Monet »
- 2010 – Galeries nationales du Grand Palais – Paris – Exposition « France 1500, entre Moyen Âge et Renaissance »
- 2010 – Musée d’Orsay – Paris – Exposition « Crime et Châtiment »
- 2010 – Musée Jacquemart-André –  Paris – Exposition « Du baroque au classicisme. Rubens, Poussin et les peintres du XVIIe siècle »
- 2010 – Musée Jacquemart-André – Paris – Exposition « Du Greco à Dalí. Les grands maîtres espagnols. La collection Pérez Simón »
- 2009 – Musée Jacquemart-André – Paris – Exposition « Bruegel, Memling, Van Eyck… La collection Brukenthal »
- 2009 – Musée Jacquemart-André – Paris – Exposition « De Sienne à Florence. Les Primitifs Italiens. La collection d’Altenbourg »
- 2007 - Grand Palais - Paris - Exposition  « Design contre Design »
- 2007 - Musée Bröhan - Berlin - Exposition  « Les bijoux de Lalique »
- 2007 - Musée du Luxembourg - Paris - Exposition  « Les bijoux de Lalique »
- 2006 - Grand Palais - Paris - Exposition « Portraits peints - portraits sculptés »
- 2005 - Grand Palais - Paris - Exposition « La mélancolie – Génie et folie en occident »
- 2005 - Musée des Beaux Arts de Bucarest - Roumanie - Exposition « Ombres et Lumières » - Chefs-d’œuvre de la peinture Française
- 2005 - Musée du Luxembourg - Paris - Exposition  « Matisse »
- 2003 - Grand Palais - Paris  - Exposition rétrospective  « Édouard Vuillard »
- 2003 - Musée des Beaux Arts de Montréal - Québec - Exposition rétrospective  « Édouard Vuillard »
- 2002 - Musée Jacquemart-André - Paris - Exposition des dessins de la collection Krugier-Poniatowski
- 2000 - Musée Jacquemart-André - Paris - Exposition « Les Primitifs Italiens »
- 2000 - Musée Jacquemart-André - Paris - Exposition   « Merveilles de la Céramique Ottomane »